# Витмарк
«Витмарк-Украина» — украинский холдинг, занимающийся производством и продажей соков, сокосодержащих продуктов, газированных напитков. Штаб-квартира — в Одессе.

## История
Компания основана в 1994 году на базе Одесского консервного завода детского питания, работает с 1928 года.В ходе развития и расширения, привлечения инвесторов занимает одно из ведущих мест на рынке соков и напитков  Украины и ведет их экспорт в 35 стран мира.
История Витмарк-Украина началась с масштабной реконструкции и модернизации производственных мощностей Одесского завода детского питания. Завод оснастили новейшим итальянским, финским, шведским и немецким оборудованием.
В мае 1995 года создана первая упаковка сока Jaffa, продукция разливалась в картонный пакет TetraPak.
В 2002 компания запустила линейку соков под брендом Одесского консервного завода детского питания.
В 2009 году сок переименован в "Наш сок".
В 2003 году в состав холдинга входит Рахнянско-Лесной консервный завод, который становится основным центром по переработке фруктов и овощей для выпускаемой продукции.
В 2007 начат выпуск соков для детей "Чудо-Чадо".
В 2008 запущен выпуск воды Aquarte.
Осенью 2010 года компания запустила производство сока для детей под ТМ "Джусик".
В 2013 начат выпуск соков прямого отжима "Прямосок".
В 2019 году Витмарк-Украина получила лицензию на производство и дистрибуцию холодного чая NESTEA® в Украине и Молдове.
В 2020 году Компания Витмарк-Украина открыла новое для себя направление производства растительного альтернативы молоку - Vega Milk.
В мае 2021 года компания расширила линейку питательных и полезных перекусов Jaffa и выпустила на украинский рынок смузи под названием Super Food и Protein Boost.
Летом 2021 г. — компания запускает производство двух органических новинок «Пюре органическое яблочно-банановое» и «Пюре органическое из яблок и черной смородины». Они производятся из украинских органических яблок, переработанных на мощностях Одесского консервного завода детского питания (ОКЗДП).

## Деятельность
Компания занимается производством и продажей соков, нектаров, сокосодержащих напитков, детского питания, пюреобразных и концентрированных полуфабрикатов. Основными производственными мощностями компании «Витмарк-Украина» является ОАО «Одесский консервный завод детского питания». Они позволяют ежегодно производить продукцию соков и напитков объёмом до 450 млн литров в год. Имеется 11 линий розлива в упаковки Tetra Pak, линия розлива в ПЭТ бутылку, линия детского питания для упаковки в стеклянную банку и линия розлива соков в стеклянную бутылку.
Экспорт продукции осуществляется в более 30 стран мира — в Молдавию, Казахстан, Азербайджан, Армению, Грузию, Кыргызстан, Таджикистан, Туркменистан, Литву, Эстонию, Кипр, Ливию, Турцию, Сингапур, Грецию, Канаду, США, Израиль. Суммарно доля всех брендов контролируемых компанией в занимает в 2017 около 30 % на рынке соковой продукции Украины. Доля ТМ «Чудо-Чадо» в сегменте пюре и соков оценивает в 35 %.
Главным конкурентом холдинга является торговая марка «Сандора», бренд PepsiCo, которая в разные годы контролировала до 30-45 % рынка соков на Украине.
Компания поддерживает социальные проекты в регионах деятельности,  в национальном масштабе (особенно после 24 февраля) и в мире.
В 2011 году бизнес-модель «Витмарк-Украина» была признана, как лучшая в решении проблем бедности в регионе. Доклад об этом был опубликован в Глобальном отчете ООН о борьбе с бедностью и представлен на Генеральной Ассамблее ООН в Стамбуле в марте 2011 года.

## Состав холдинга
- СП «Витмарк-Украина» (Одесса) — основная производственная и операционная единица холдинга.
- ОАО «Одесский консервный завод детского питания» (ОКЗДП) (Одесса).
- Кучурганский завод (с. Степановка, Раздельнянский район, Одесская область) — является производственным подразделением холдинга.
- Рахнянско-Лесовой Консервный Завод (с. Рахны-Лесовые, Винницкая область) — является центром холдинга по производству концентрированного яблочного сока и пюреобразных полуфабрикатов.